# Tutwiler
Tutwiler é uma cidade  localizada no estado americano de Mississippi, no Condado de Tallahatchie.

## Demografia
Segundo o censo americano de 2000, a sua população era de 1364 habitantes.
Em 2006, foi estimada uma população de 1311, um decréscimo de 53 (-3.9%).

## Geografia
De acordo com o United States Census Bureau tem uma área de
3,5 km², dos quais 3,5 km² cobertos por terra e 0,0 km² cobertos por água. Tutwiler localiza-se a aproximadamente 47 m acima do nível do mar.

## Localidades na vizinhança
O diagrama seguinte representa as localidades num raio de 28 km ao redor de Tutwiler.